# Bulbophyllum henrici
Bulbophyllum henrici är en orkidéart som beskrevs av Rudolf Schlechter. Bulbophyllum henrici ingår i släktet Bulbophyllum och familjen orkidéer.
Artens utbredningsområde är Madagaskar.

## Underarter
Arten delas in i följande underarter:
- B. h. henrici
- B. h. rectangulare